# Pedra Chintamani

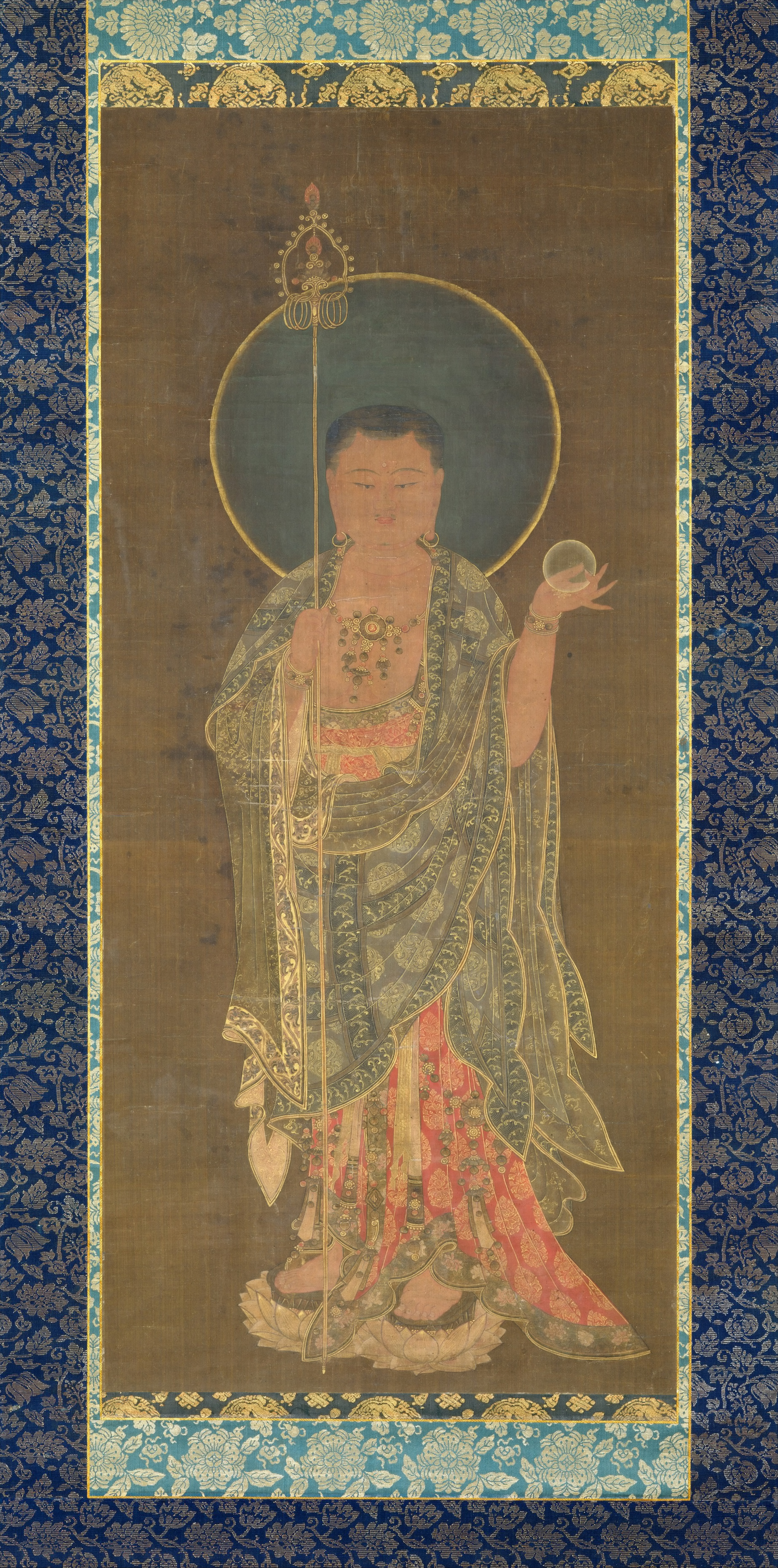
Pintura de Goryeo, do século XIV de Ksitigarbha segurando uma pedra Chintamani

Cintāmaṇi (sânscrito ; Devanagari: चिंतामणि; Chinês: 如意 寶珠; pinyin: Rúyì bǎozhū; romanji: Nyoihōju), também escrito como Chintamani (ou a Pedra Chintamani), é uma joia que realiza desejos dentro das tradições hindu e budista, dita por alguns são o equivalente da pedra filosofal na alquimia ocidental. É uma das várias imagens da joia Mani [en] encontradas nas escrituras budistas.
No budismo, é realizada pelos Bodisatvas (seres divinos com grande compaixão, sabedoria e poder) Avalokiteshvara e Ksitigarbha . Também é visto carregado nas costas do Lung Ta (cavalo do vento), que está representado nas bandeiras de oração tibetanas. Ao recitar o Dharani (pequeno hino) de Chintamani, a tradição budista afirma que se atinge a Sabedoria de Buda, sendo capaz de compreender a verdade do Buda e transformar as aflições em Bodhi . Diz-se que permite ver o séquito de Amitaba e reunir-se no leito de morte. Na tradição budista tibetana, a Chintamani é às vezes descrita como uma pérola luminosa na posse de várias das diferentes formas de Buda.
O Yoga Vasistha [en], originalmente escrito no século X, contém uma história sobre a Chintamani. O hindu Vishnu Purana fala da "joia Syamanta [en], conferindo prosperidade a seu dono, encapsula o sistema de clã Yadu".  O Vishnu Purana é atribuído a meados do primeiro milênio.
No Japão, onde a deusa hindu, Lakshmi, é conhecida como Kisshōten [en] no xintoísmo, ela é comumente retratada com uma Chintamani na mão.

## Nomenclatura, ortografia e etimologia
- Cintāmaṇi (sânscrito; Devanagari: चिन्तामणि): 'Gema que realiza os desejos' ( em tibetano: ཡིད་བཞིན་ནོར་བུ; Wylie: yid bzhin norbu
- A mani é traduzida em chinês como ruyi ou ruyizhu 如意 珠 "joia conforme-desejado" ou ruyibaozhu 如意 寶珠 "joia preciosa conforme-desejado". Ruyibaozhu é pronunciado em japonês nyoi-hōju ou nyoi-hōshu 如意 宝珠. Ruyizhu é pronunciado no idioma coerano yeouiju 여의주.

## História

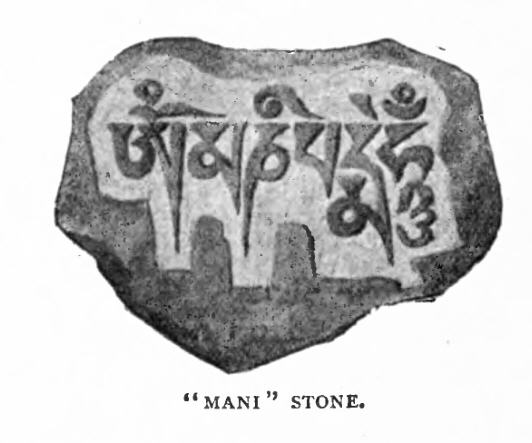
Pedra mani

No budismo, a pedra Chintamani é considerada uma das quatro relíquias que vieram em um baú que caiu do céu (muitos termas caíram do céu em caixões) durante o reinado do rei Lha Thothori Nyantsen do Tibete.  Embora o rei não entendesse o propósito dos objetos, ele os mantinha em uma posição de reverência. Vários anos depois, dois estranhos misteriosos apareceu na corte do rei, explicando os quatro relíquias, que incluíram tigela do Buda e uma pedra mani com o mantra om mani padme hum inscrito nele. Esses poucos objetos foram os portadores do darma para o Tibete.

A entrada ruyizhu do Digital Dictionary of Buddhism 's diz:
Uma maṇi maṇi; joia mágica, que manifesta tudo o que se deseja (Skt. maṇi, cintā-maṇi, cintāmaṇi-ratna ). De acordo com os desejos de alguém, tesouros, roupas e alimentos podem ser manifestados, enquanto a doença e o sofrimento podem ser removidos, a água pode ser purificada, etc. É uma metáfora para os ensinamentos e virtudes do Buda. [...] Diz-se que foi obtido do dragão-rei do mar, ou da cabeça do grande peixe, Makara, ou das relíquias de um Buda.
A região montanhosa de Kintamani em Bali foi nomeada em homenagem às Chintamani.